# Fulvia Célica
Fulvia Célica Siguas Sandoval fue una vedette, presentadora de televisión, locutora de radio y vidente peruana.

## Biografía
Fulvia Célica nació en la década de 1960. Desde 1979 se sometió a 64 operaciones para cambiar sus características físicas, o para mejoras cosméticas, incluida una cirugía de reasignación de género, por lo que en 2006 obtuvo el récord Guinness por la mayor cantidad de operaciones estéticas con el fin de alterar sus características sexuales. Por una temporada fue parte del mundo artístico, donde realizaba imitaciones de famosas vedettes argentinas.
Sandoval, quien tuvo un programa de televisión donde hacía las veces de vidente, fue noticia en 1998, cuando se registró como candidata en las elecciones a la alcaldía del distrito limeño de Jesús María. Sin embargo, el Jurado Nacional de Elecciones desestimó su candidatura por una irregularidad en las firmas presentadas para su postulación. En una entrevista con la agencia Reuters manifestó que: "Me ha gustado la política durante mucho tiempo, pero la gente como yo siempre ha sido marginada. Como me han operado, piensan que soy simplemente un maricón".
Sandoval falleció de una bronconeumonía el 10 de septiembre de 2004 en su departamento de Jesús María.

## Filmografía

### Televisión
- Fulvia en la pirámide (1997)

## Radio
- Locutora en Radio Unión.[2]